# Eugi
Eugi en basque (Eugui en espagnol) est un village situé dans la commune d'Esteribar dans la Communauté forale de Navarre, en Espagne. Il est doté du statut de concejo.
Eugi est situé dans la zone linguistique bascophone de Navarre.

## Présentation

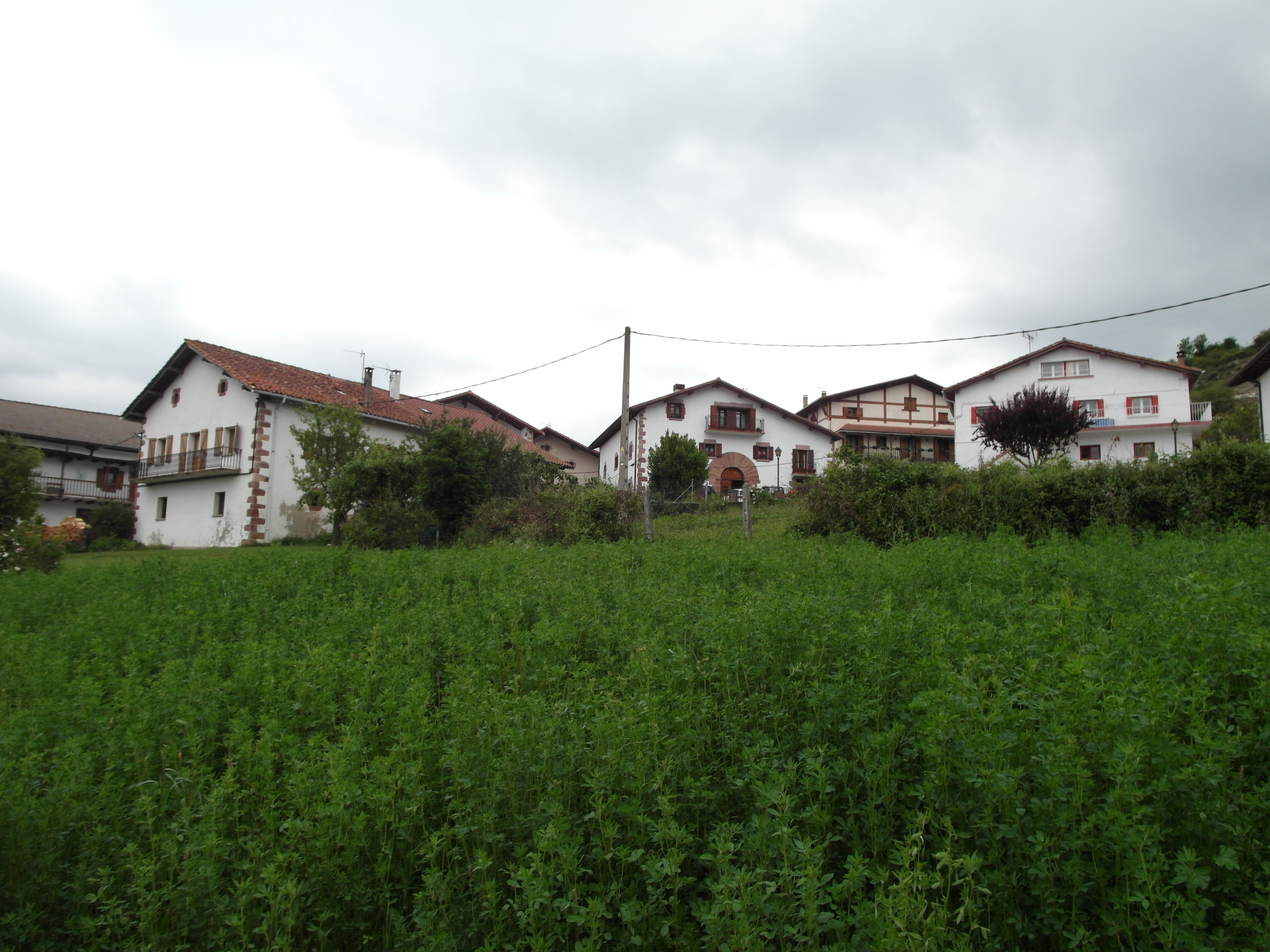
Maison d'Eugi.
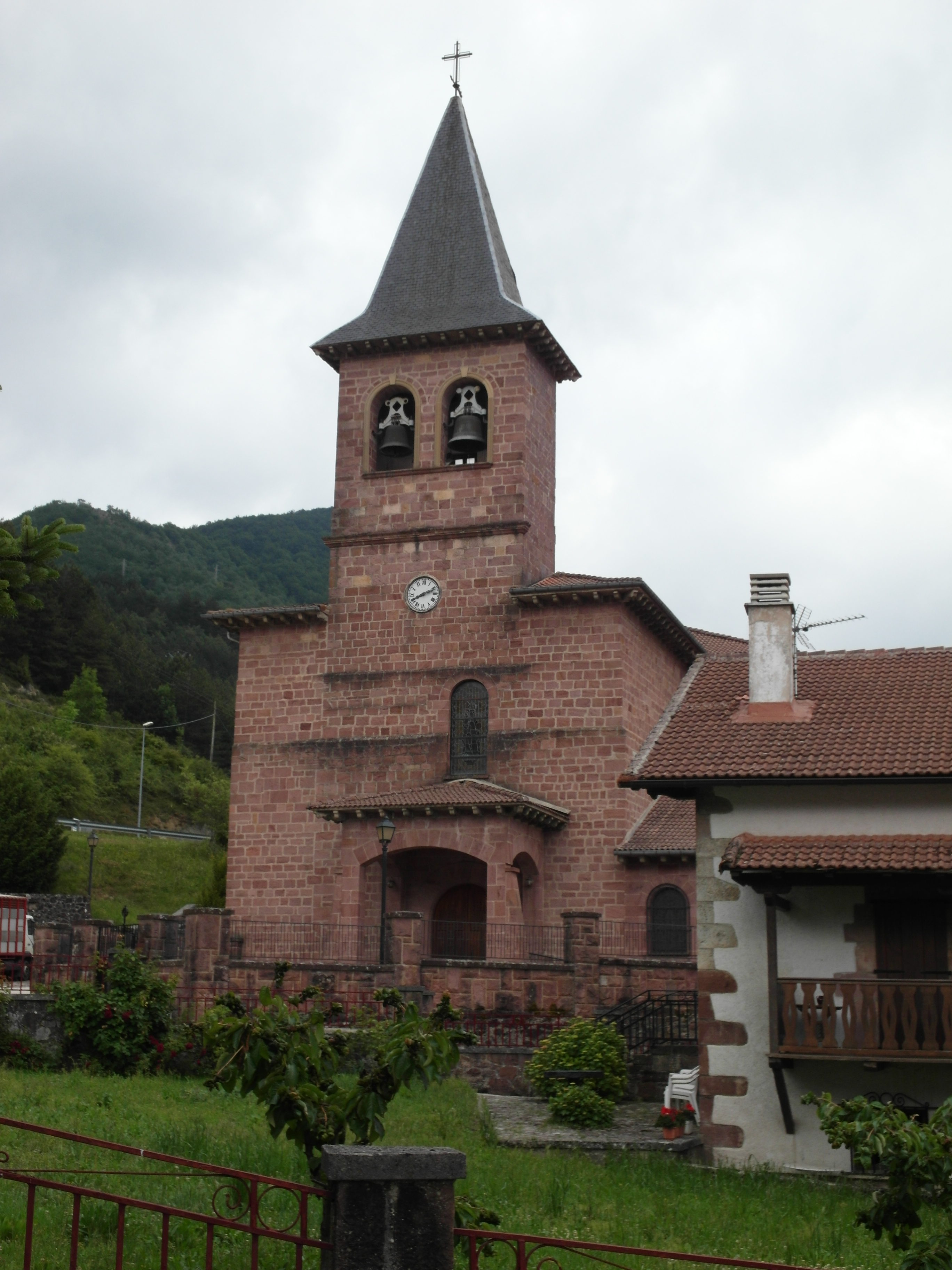
Église d'Eugi.